# Alto Yoyo
Rodrigo Vásquez Mena, también conocido como Altoyoyo (Santiago, Chile), es un comediante y actor chileno.

## Biografía
Nacido en Santiago, Vásquez tomó cursos de stand up comedy en Argentina y comenzó a desarrollar su carrera como comediante en los circuitos nocturnos de Buenos Aires y Montevideo, antes de volver a Chile.
En 2014 se incorporó a la última temporada del programa televisivo El club de la comedia junto a Ignacio Socías, Laura Prieto, Josefina Nast y Lucas Espinoza. Entre 2015 y 2016 condujo el programa Aló Stand Up por Radio Injuv.fm, junto a Felipe Avello.
En 2019 participó en la 50° versión del Festival del Huaso de Olmué.
Paralelamente ha incursionado en la actuación, realizando las web series Gastos comunes (protagonizada junto a Marcelo Valverde) y Talentos Frustrados, serie elegida como parte de la selección oficial del Bilbao Seriesland en España.
En 2018 interpretó al personaje "Fosforito", un joven dueño de un local de vinilos, en la teleserie La reina de Franklin de Canal 13.
En 2023 su serie All-Bastards, protagnizada junto a León Murillo, ganó el New York City International Reel Film Festival en la sección Mejor Serie Web.
En 2024, junto a los comediantes Karol Blum y Matías Tamayo, formó parte del programa de televisión El antídoto, conducido por Fabrizio Copano y transmitido por Mega.

## Filmografía

### Televisión
| Año  | Programa                                   | Rol        | Canal          |
| ---- | ------------------------------------------ | ---------- | -------------- |
| 2014 | El club de la comedia                      | Gags       | Chilevisión    |
| 2014 | Comedy Central Presenta: Stand-up en Chile | Comediante | Comedy Central |
| 2018 | La reina de Franklin                       | Fosforito  | Canal 13       |
| 2024 | El antídoto                                | Actor      | Mega           |

### Webseries
- 2017: Vásquez, junto a Lucas Espinoza, Pedro Ruminot, Javiera Díaz de Valdés y Sebastián Badilla
- 2017: Gastos comunes, junto a Marcelo Valverde
- 2019: Talentos frustrados, junto a Lucas Espinoza
- 2022: All-bastards, junto a León Murillo
- 2024-presente: Autoyoyó: invitado Lucas Espinoza, junto a Lucas Espinoza

### Podcast
- 2015-2016: Aló Stand-up, junto a Felipe Avello
- 2019: Tavelli & Comedy, junto a Lucas Espinoza
- 2020-2025: Cariño Podcast, junto a Pau San Martín
- 2025: La Vidita Podcast, junto a Matías Tamayo